# Eishockey-Weltmeisterschaft 1958
Die 25. Eishockey-Weltmeisterschaft und 36. Eishockey-Europameisterschaft, die vom 28. Februar bis zum 9. März 1958 in Oslo (Norwegen) stattfand, sah die Rückkehr der westlichen Eishockeynationen in den WM-Spielbetrieb.

## Austragungsort
Auf dem IIHF-Kongress 1956 wurde die Weltmeisterschaft an Wien vergeben. Der Bau der schon länger geplanten Wiener Stadthalle begann bereits 1953, verzögerte sich aber und auf dem Kongress 1957 informierte Österreich, dass die Halle zum Beginn der Weltmeisterschaft nicht zur Verfügung steht. Daher wurde die WM-Austragung an den Ersatzkandidaten Oslo vergeben.

## Teilnehmer

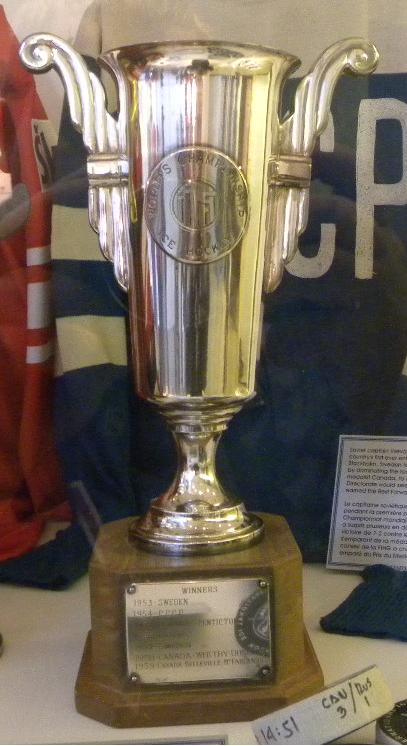
Die Weltmeisterschaftstrophäe von 1953 bis 1959

Nach dem Boykott vom Vorjahr nahmen in diesem Jahr mit Titelverteidiger Schweden, Vizeweltmeister UdSSR, der Tschechoslowakei, Kanada und der USA wieder alle Top-Mannschaften am Turnier teil. Trotzdem war mit nur acht gemeldeten Teams die Teilnehmerzahl vergleichsweise gering, so dass auch in diesem Jahr kein B-Turnier ausgetragen wurde. Der bundesdeutsche Eishockeyverband schickte aufgrund desolater Leistungen des Nationalteams im Vorfeld der Weltmeisterschaft keine Mannschaft zu den diesjährigen Titelkämpfen. Überragendes Team des Turniers waren die Whitby Dunlops, die als kanadische Nationalmannschaft bei diesem Turnier aufliefen und für Kanada den 17. Titelgewinn realisierten. Die UdSSR gewann ihrerseits die vierte Europameisterschaft der Geschichte.

## Spiele
| 28. Februar 1958 | Oslo | USA              | – | Polen            | 12:4 (4:2,2:0,6:2)  |
| 28. Februar 1958 | Oslo | Tschechoslowakei | – | Finnland         | 5:1 (2:0,2:0,1:1)   |
| 28. Februar 1958 | Oslo | Norwegen         | – | Schweden         | 0:9 (0:0,0:5,0:4)   |
| 1. März 1958     | Oslo | Schweden         | – | Finnland         | 5:2 (0:1,2:0,3:1)   |
| 1. März 1958     | Oslo | Norwegen         | – | UdSSR            | 2:10 (0:1,1:5,1:4)  |
| 1. März 1958     | Oslo | Kanada           | – | Polen            | 14:1 (8:1,1:0,5:0)  |
| 2. März 1958     | Oslo | UdSSR            | – | Finnland         | 10:0 (5:0,1:0,4:0)  |
| 2. März 1958     | Oslo | Norwegen         | – | Kanada           | 0:12 (0:4,0:6,0:2)  |
| 3. März 1958     | Oslo | Tschechoslowakei | – | Polen            | 7:1 (4:0,2:0,1:1)   |
| 3. März 1958     | Oslo | Kanada           | – | Finnland         | 24:0 (7:0,7:0,10:0) |
| 4. März 1958     | Oslo | UdSSR            | – | Tschechoslowakei | 4:4 (3:1,0:2,1:1)   |
| 4. März 1958     | Oslo | Schweden         | – | USA              | 8:3 (3:2,1:0,4:1)   |
| 5. März 1958     | Oslo | Norwegen         | – | USA              | 1:6 (1:1,0:2,0:3)   |
| 5. März 1958     | Oslo | Finnland         | – | Polen            | 2:2 (0:1,0:1,2:0)   |
| 6. März 1958     | Oslo | Kanada           | – | Schweden         | 10:2 (6:0,1:1,3:1)  |
| 6. März 1958     | Oslo | Tschechoslowakei | – | USA              | 2:2 (1:0,1:1,0:1)   |
| 6. März 1958     | Oslo | UdSSR            | – | Polen            | 10:1 (3:0,5:1,2:0)  |
| 6. März 1958     | Oslo | Norwegen         | – | Finnland         | 1:2 (0:0,1:0,0:2)   |
| 7. März 1958     | Oslo | Kanada           | – | Tschechoslowakei | 6:0 (2:0,0:0,4:0)   |
| 7. März 1958     | Oslo | Schweden         | – | Polen            | 12:2 (2:1,6:1,4:0)  |
| 7. März 1958     | Oslo | UdSSR            | – | USA              | 4:1 (1:0,2:0,1:1)   |
| 8. März 1958     | Oslo | Norwegen         | – | Tschechoslowakei | 0:2 (0:1,0:1,0:0)   |
| 8. März 1958     | Oslo | UdSSR            | – | Schweden         | 4:3 (1:0,2:2,1:1)   |
| 8. März 1958     | Oslo | Kanada           | – | USA              | 12:1 (4:0,2:0,6:1)  |
| 9. März 1958     | Oslo | USA              | – | Finnland         | 4:2 (2:0,1:1,1:1)   |
| 9. März 1958     | Oslo | Schweden         | – | Tschechoslowakei | 7:1 (2:1,3:0,2:0)   |
| 9. März 1958     | Oslo | Norwegen         | – | Polen            | 8:3 (1:1,3:2,4:0)   |
| 9. März 1958     | Oslo | Kanada           | – | UdSSR            | 4:2 (0:1,1:0,3:1)   |

## Abschlusstabelle der Weltmeisterschaft
| Pl.            |                    | Sp | S | U | N | Tore  | Diff. | Punkte |
| -------------- | ------------------ | -- | - | - | - | ----- | ----- | ------ |
| Goldmedaille   | Kanada             | 7  | 7 | 0 | 0 | 82: 6 | +76   | 14: 0  |
| Silbermedaille | Sowjetunion        | 7  | 5 | 1 | 1 | 44:15 | +29   | 11: 3  |
| Bronzemedaille | Schweden           | 7  | 5 | 0 | 2 | 46:22 | +24   | 10: 4  |
| 4.             | Tschechoslowakei   | 7  | 3 | 2 | 2 | 21:21 | 0     | 8: 6   |
| 5.             | Vereinigte Staaten | 7  | 3 | 1 | 3 | 29:33 | - 4   | 7: 7   |
| 6.             | Finnland           | 7  | 1 | 1 | 5 | 9:51  | −42   | 3:11   |
| 7.             | Norwegen           | 7  | 1 | 0 | 6 | 12:44 | −32   | 2:12   |
| 8.             | Polen              | 7  | 0 | 1 | 6 | 14:65 | −51   | 1:13   |

### Meistermannschaften
| Weltmeister Kanada | Sid Smith, Harry Sinden (C), Sandy Air, Robert Attersley, Frank Bonello, Connie Broden, Roy Edwards, Fred Etcher, Bus Gagnon, George Gosselin, John Henderson, Jean-Paul Lamirande, Don McBeth, Gord Myles, Ted O’Connor, Tom O’Connor, Ed Redmond, George Samolenko, Alf Treen Trainer: Sid Smith                                                                  |
| Silber UdSSR       | Nikolai Putschkow, Jewgeni Jorkin – Nikolai Sologubow, Iwan Tregubow, Genrich Sidorenkow, Dimitri Ukolow, Alfred Kutschewski – Juri Pantjuchow, Alexei Guryschew, Nikolai Chlystow, Konstantin Loktew, Wenjamin Alexandrow, Alexander Tscherepanow, Juri Krylow, Juri Kopylow, Wladimir Jelisarow, Walentin Bystrow Trainerstab: Anatoli Tarassow, Wladimir Jegorow |
| Bronze Schweden    | Thord Flodqvist, Rune Gudmundsson – Lars Björn, Gert Blomé, Vilgot Larsson, Roland Stoltz, Hans Svedberg – Sigurd Bröms, Karl-Sören Hedlund, Sven Johansson, Erling Lindström, Lars-Eric Lundvall, Nils Nilsson, Ronald Pettersson, Gösta Westerlund, Carl-Göran Öberg, Hans Öberg Trainer: Ed Reigle                                                               |

### Auszeichnungen
| Bester Torhüter:    | Vladimír Nadrchal |
| Bester Verteidiger: | Iwan Tregubow     |
| Bester Stürmer:     | Charles Burns     |

### Topscorer
| Pl. | Spieler             | Tore | Assists | Punkte |
| --- | ------------------- | ---- | ------- | ------ |
| 1.  | Conell Broden       | 11   | 7       | 18     |
| 2.  | Jack McKenzie       | 12   | 5       | 17     |
| 3.  | Robert Attersley    | 10   | 7       | 17     |
| 3.  | Sid Smith           | 9    | 5       | 14     |
| 5.  | Sven Johansson      | 7    | 7       | 14     |
| 6.  | Wenjamin Alexandrow | 4    | 10      | 14     |
| 7.  | Carl-Göran Öberg    | 5    | 8       | 13     |
| 8.  | Nils Nilsson        | 7    | 4       | 11     |
|     | Konstantin Loktew   | 7    | 4       | 11     |
|     | Tom O’Connor        | 7    | 4       | 11     |

## Abschlussplatzierung der Europameisterschaft
| RF             | Team             |
| -------------- | ---------------- |
| Goldmedaille   | Sowjetunion      |
| Silbermedaille | Schweden         |
| Bronzemedaille | Tschechoslowakei |
| 4.             | Finnland         |
| 5.             | Norwegen         |
| 6.             | Polen            |